# Hylobittacus
Hylobittacus is een geslacht van schorpioenvliegachtigen (Mecoptera) uit de familie hangvliegen (Bittacidae).

## Soort
Hylobittacus omvat de volgende soort:
- Hylobittacus apicalis (Hagen, 1861)